# Perrhybris lorena
Perrhybris lorena is een vlindersoort uit de familie van de Pieridae (witjes), onderfamilie Pierinae.
Perrhybris lorena werd in 1852 beschreven door Hewitson.